# Festuca eskia
Festuca eskia là một loài thực vật có hoa trong họ Hòa thảo. Loài này được Ramond ex DC. mô tả khoa học đầu tiên năm 1805.

## Hình ảnh

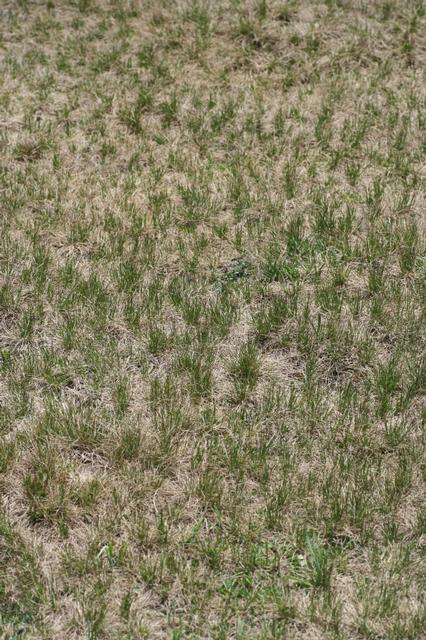
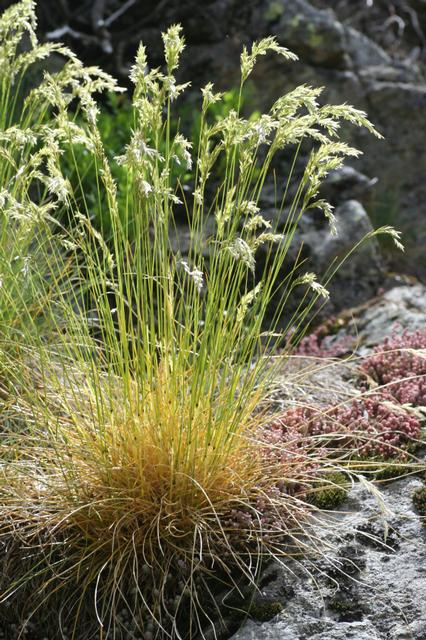
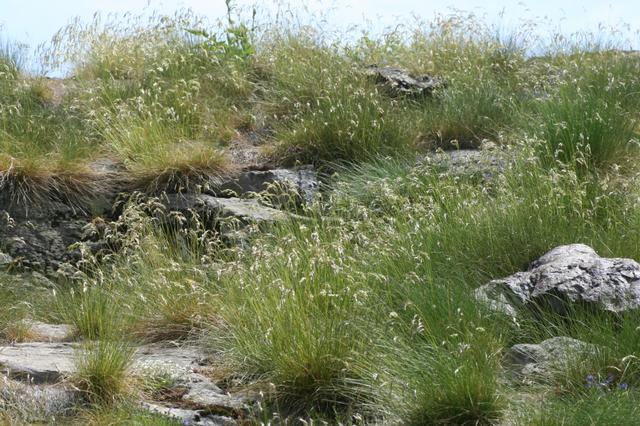
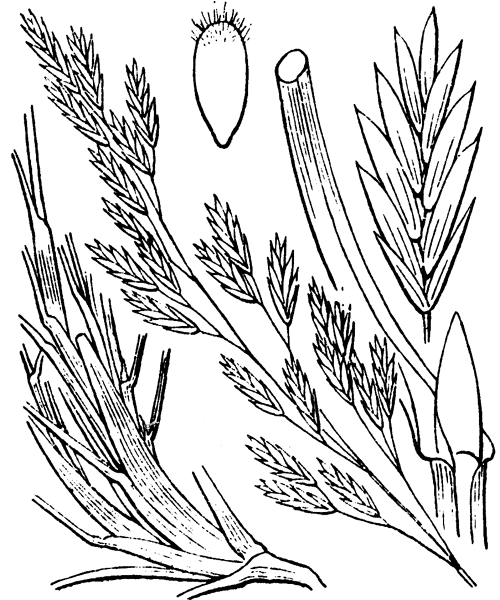